# Lanovka Predigtstuhl
Lanovka Predigtstuhl (německy Predigtstuhlbahn) je lanová kabinová dráha v Bad Reichenhall vedoucí na vrchol Predigtstuhl. Do provozu byla uvedena v roce 1928 a od roku 2006 je památkově chráněna. Je nejstarší kabinovou lanovkou na světě, která se dochovala v původní podobě. Časopis Die Welt ji zařadil mezi deset nejpozoruhodnějších lanovek světa

## Historie a konstrukce
Aby se Bad Reichenhall stal koncem dvacátých let 20. století opět konkurenceschopným lázeňským a rekreačním střediskem, iniciovali hoteliér Alois Seethaler (Axelmannstein) a ředitel lázní Josef Niedermeier výstavbu lanovky na Predigtstuhl, jejíž konkrétní plány byly projektovány v letech 1926–1927.Tři lanovky, které navrhli Otto Streck a Alfred Streck, byly postaveny ještě téhož roku.
Tři "onumentální podpěry"ze železobetonu, které naplánovali Otto Streck a Alfred Zenns, stejně jako horní a údolní stanici, postavila společnost Hochtief AG pod vedením architekta Wilhelma Kahrse ve stylu nové věcnosti ovlivněné Heimatstilem.
Mezi srpnem 1927 a červnem 1928 vyrobila a smontovala lipská firma Adolf Bleichert & Co. vlastní techniku lanovky podle systému Bleichert-Zuegg, srdce lanové dráhy a dvě synchronně stoupající a klesající kabiny typu Pavillon. Ocelová lana dodala firma Westfälische Drahtindustrie z Hammu. Alois Zuegg formuloval požadavek na realizaci nejlepší a nejefektivnější koncepce, protože "s ohledem na náročné lázeňské publikum v Bad Reichenhallu nesmí chybět elegance a pohodlí." Dne 1. července 1928 byla uvedena do provozu lanovka Predigtstuhlbahn.
Původní nosný kabel z roku 1928 se používá dodnes. Z technických důvodů a kvůli bezpečnostním požadavkům se nosný kabel každých 12 let posune přibližně o 6 metrů, ale stále existují rezervy délky na několik desetiletí.
Od roku 2006 je lanová dráha Predigtstuhl památkově chráněná.
U příležitosti 90. výročí v roce 2018 byly předány svému účelu zrekonstruované prostory barového salónku, restaurace a panoramatické terasy na horní stanici..U tohoto výročí byla přítomna i generace pravnuků bývalého výrobce Adolf Bleichert & Co.

## Horská stanice s restaurací a hotelem
V blízkosti horské stanice byla 6. října 1928 otevřena restaurace a hotel v nadmořské výšce 1583 m. Z terasy restaurace je panoramatický výhled na Bad Reichenhall a Salcburk a na Chiemgauské Alpy a Berchtesgadenské Alpy.
V roce 2013 přešla "Predigstuhlbahn" stejně jako hotel a restaurace na vrcholu hory pod nového majitele, společnost Marga und Josef Posch, která patří německé podnikatelské skupině Maxe Eichera.
Provoz hotelu je však od roku 2014 zastaven z důvodu nutné rekonstrukce. Aby bylo možné získat státní dotace, zejména na přestavbu systému likvidace odpadních vod ze stávajícího septiku na kanalizaci s napojením na veřejnou kanalizaci, staly se 2. ledna 2015 oba pozemky s horskou stanicí a hotelem včetně restaurace pod vrcholem Predigtstuhl oficiálně desátým obvodem města Bad Reichenhall pod názvem "Auf dem Predigtstuhl".

## Volný čas a sport
Lanovka umožňuje pohodlný přístup do Lattengebirge a výrazně tak zkracuje túry na jednotlivé vrcholy nebo traverz Lattengebirge. Paraglidingový klub Albatros Reichenhall e. V. využívá lanovku, aby se v krátké době dostal na startoviště v Schlegelmulde a na Hochschlegel.
Až do roku 1994 byl na Predigtstuhlu malý lyžařský areál se dvěma jednosedačkovými lanovkami s pevným úchopem, které byly postaveny v letech 1957 a 1974. Lyžaři byli vyvezeni nahoru do lyžařského areálu a zpět do údolí lanovkou Predigtstuhl. Kromě toho bylo při dostatečné sněhové pokrývce možné sjet na lyžích do Schneizlreuthu k Baumgartenu a také k údolní stanici obtížnou severní sjezdovkou. Až do definitivního uzavření severní sjezdovky na konci osmdesátých let 20. století se zde stalo devět smrtelných nehod lyžařů.

## Technické údaje
Podle provozovatele:
- Výška údolní stanice: 476 m
- Výška horní stanice: 1583 m
- Výškový rozdíl: 1107 m
- Délka: 2380 m
- Největší rozpětí: cca 2000 m
- Maximální sklon: 75 %
- Nejvyšší podpora: 32 m
- Největší výška nad zemí: 180 m
- Rychlost: 18 km/h
- Hmotnost závěsných lan: 67,5 t
- Napínací hmotnost závěsných lan: 104 t
- Hnací výkon: 150 HP (70 kW)
- Cestující na vůz: 25 + 1 průvodčí
- Doba jízdy: 8,5 minut

## Majitel
V únoru 2009 musela společnost Predigtstuhlbahn podat návrh na insolvenci, ale provoz byl zachován. Následovala jednání s několika potenciálními investory o koupi lanovky.
V prosinci 2012 vyšlo najevo, že lanovku včetně horského hotelu a salaše v Schlegelmulde získala s účinností od 1. ledna 2013 společnost Marga und Josef Posch GmbH & Co. KG. Kupní cena údajně činila 1 milion eur. Úvahy městské rady o získání objektu v rámci údajného předkupního práva se neuskutečnily, neboť podle názoru městské správy předkupní právo neexistovalo. Marga und Josef Posch GmbH & Co. KG byla 11. března 2019 přejmenována na Predigtstuhlbahn GmbH & Co. KG a nadále je součástí skupiny společností Maxe Aichera.